# Femass
Faculdade Municipal de Macaé Professor Miguel Ângelo da Silva Santos, (abreviação FeMASS) é uma instituição pública de ensino superior fundada em 2000 pela prefeitura de Macaé, município do litoral norte do Rio de Janeiro. A FEMASS é a única instituição universitária municipal do estado, e uma das nove do Brasil. É mantida pela Fundação Educacional de Macaé (FUNEMAC).
Conta atualmente com os cursos superiores de Sistemas da Informação, Administração, Matemática e Engenharia de Produção. Os referidos cursos fazem parte de um projeto integrado de graduação, onde os mesmos foram pensados em conjunto e as interfaces entre eles são claras a partir de sua natureza e de uma ênfase comum na Gestão de Projetos. 
Situada na Rua Aluísio da Silva Gomes, 50, Granja dos Cavaleiros - Macaé/RJ - CEP: 27930-560 - Tel.: (22) 2796-2500, na Cidade Universitária, em frente ao Shopping Plaza Macaé.